# Veb u realnom vremenu
Veb u realnom vremenu je veb mreža zasnovana na tehnologijama koje omogućavaju da korisnici prime informacije u istom trenutku kada ih autori objave, tj. ne zahteva da oni, ili njihov softver, periodično proveravaju izvor kako bi saznali da li je došlo do izmena.

## Razlika u odnosu na programiranje u realnom vremenu
Veb u realnom vremenu se fundamentalno razlikuje od programiranja u realnom vremenu zato što se ne zna kada će, ili da li će odgovor biti primljen. Tipovi podataka koji se prenose na ovaj način su često kratke poruke, ažuriranja statusa, vesti ili linkovi ka dužim dokumentima. Sadržaj je često subjektivan jer se zasniva se na mišljenjima sa društvenih mreža, tj. zasniva se na mišljenjima ljudi, njihovim stavovima, mislima i interesima, što je u suprotnosti sa činjenicama i vestima.

## Pravi veb u realnom vremenu („alternativni“ model)
Veb u realnom vremenu se sastoji od pravljenja klijentskog interfejsa (ili interfejsa sa serverske strane) veb aplikacije, koja kontinirano komunicira sa odgovarajućim serverom, koji takođe radi u realnom vremenu, prilikom svakog klijentskog povezivanja. 
Radi prikaza klijent/server modela, zamislimo da je svaki klijentski objekat (svaki veb modul grafičkog korisničkog interfejsa aplikacije) potproces u serverskom okruženju. U ovom scenariju, veb za ljude predstavlja ulaz (tj. interfejs) u okruženje koje funkcioniše u realnom vremenu: svakom povezanom veb URL-u ili Internet zoni odgovara drugačija front-end veb aplikacija. Server se ponaša kao logički operativni sistem mreže koji radi nad programibilnim nizom aplikacija, rukuje nizom povezanih korisnika za svaku aplikaciju i brine se o povezivanju uređaja (iz stvarnog sveta) i realnih servera nižeg nivoa. Ponašanja aplikacija i komunikacione procedure između online servisa i aplikacija, korisnika i povezanih uređaja, su smeštene u odgovarajućem izvornom kodu svakog servisa, koji je napisan u programskom jeziku koji se izvršava u realnom vremenu.
Sa druge strane, suprotno od prethodnog scenarija, veb u realnom vremenu je upravo lakši oblik računarstva u realnom vremenu: kružni put „ping-pong“ signala jednog podatka od servera do klijenta mora trajati ne više od jedne sekunde kako bi se smatrao signalom u realnom vremenu i kako ne bi smetao ljudima prilikom njihovih konekcija. Postoji prepirka oko razlike između veba društvenih mreža i veba u realnom vremenu ali se može reći da je veb u realnom vremenu podrazumevano istovremeno veb društvenih mreža. Model WEB-r se naziva pravim vebom u realnom vremenu kako bi se istakle razilke u odnosu na model veba u realnom vremenu koji se primenjuje u praksi. Sa industrijske tačke gledišta, ovaj model Veba u realnom vremenu se takođe može definisati kao elektronski veb, što znači da ovaj model nije ograničen na veb stranu. Ovaj naziv takođe opisuje odnos servera prema ostataku sveta ovog modela kao mehanizam sata.

## Veb u pravom vremenu i veb u realnom vremenu
Veb u realnom vremenu može biti jedan od preduslova za realizaciju „Veba u pravom vremenu“ (eng. Right Time Web). Veb u pravom vremenu propagira sposobnost da informacija stigne do korisnika u najpovoljnije vreme, odnosno baš kad mu zatreba, nezavisno od toga da li je korisnik svestan da ta informacija postoji ili ne. U velikom broju slučajeva pravo vreme za korisnika je ono kada ta informacija nastane, što dovodi do mešanja ovih pojmova.

## Istorijat
Primeri veba u realnom vremenu su Facebook-ov newsfeed (tj. najvažnije vesti) kao i Twitter, koji je implementiran u veb starnice društvenih mreža, pretraga i novosti. Smatra se da su korsiti veba u realnom vremenu povećano angažovanje korisnika i smanjeno opterećenje servera.
Preko već pomenutih socijalnih mreža, preko internet pretraga (Google, Yahoo, Bing), raznih blogova, gotovo u svim modernijim veb aplikacijama danas postoji komponenta koja radi u realnom vremenu. U decembru 2009. godine Google je uveo u svoju pretragu komponentu koja radi u realnom vremenu i pretražuje milijarde i milijarde resursa širom veba.
Prava implementacija veba u realnom vremenu je bio WIMS (eng. Web Interactive Management System), pravi server u realnom vremenu, i njegove veb aplikacije koji je postojao od 2001. do 2011. godine, zasnovan na WEB-r modelu, napravljen u Javi (sa serverske strane) i Adobe Flash-u (sa klijentske strane). Razvijen je 2000. godine od strane italijanskog nezavisnog istraživača.

## Pretraga u realnom vremenu
Problem koji nastaje zbog brzog tempa i velike količine informacija koje proizvode tehnologije veba u realnom vremenu, jeste pronalaženje bitnih informacija. Jedan pristup, poznat kao pretraga u realnom vremenu, je koncept traženja i pronalaženja informacija baš u trenutku njihovog nastajanja. Napredovanje u tehnologijama veb pretrage zajedno sa rastućom upotrebom društvenih mreža omogućava ispitivanje online aktivnosti u trenutku kada se dese. Tradicionalna pretraga radi tako što pretražuje i indeksira stranice periodično i vraća rezultate zasnovane na relevantnosti u odnostu na upit. Google pretraga u realnom vremenu je bila dostupna do jula 2011. godine.

## Problem u realizaciji
Veb u realnom vremenu zahteva intezivnu komunikaciju u smeru od servera ka klijentu, bez eksplicitnog zahteva klijenta za baš tom informacijom. Dinamičko učitavanje informacija nije problem, dok god klijent zahteva te informacije. Sve se zasniva na matičnom protokolu Veba, HTTPu, koji nema stanja. Veb funkcioniše preko serije zahteva i odgovora. Problem je obaveštavanje klijenta da je došlo do novih informacija za koje je on zainteresovan. Da bi se informacija prikazala klijentu, on je mora zatražiti pa server ne može poslati klijentu odgovor.
Rešenja:
- Tehnologija “guranja” (Push technology)
- i
- i  protokol

## Spoljašnje veze
- Zvanična veb stranica NodeJS-a
- - protokoli
- veb soketi
- - zvanična stranica, dokumentacija i preuzimanje